# عبدالرحمان حماد
عبدالرحمان حماد (عربی: عبدالرحمن حمٌاد؛ زادهٔ ۲۷ مه ۱۹۷۷) ورزشکار پرش ارتفاع اهل الجزایر بود.